# Kasteel Úsov
Kasteel  Úsov (Tsjechisch: Zámek Úsov) bevindt zich in het gelijknamige dorp Úsov, in de regio Šumperk in Noord-Moravië, Tsjechië. Het kasteel stamt uit de dertiende eeuw. In de zeventiende eeuw werd een deel van het kasteel verbouwd tot een barok slot. Het slot is dan eigendom van de Heren van Liechtenstein, die het slot voornamelijk gebruikten als jachtslot. In 1945 vervalt het gehele kasteel, mét inventaris en verzamelingen, aan de Tsjechische staat.
In het jaar 1900 vestigen de Liechtensteiners in het jachtslot een jacht- en bosmuseum, dat tot op de dag van vandaag te bezoeken is. Gedurende het toeristenseizoen worden hier dagelijks rondleidingen gegeven. Het museum bezit naast exposities over de plaatselijke bossen, jachttrofeeën van de diverse safari’s die de Liechtensteiners hebben ondernomen in Afrika, en bevat onder meer een verzameling opgezette dieren, zoals giraffen, leeuwen, zebra’s en tijgers. 
In een ander deel van het slot bevindt zich een galerie. In het renaissance-gedeelte van het slot bevindt zich een restaurant en op het kasteel worden ’s zomers toernooien en andere acties georganiseerd. Op de binnenplaats van het kasteel bevindt zich een boerderij met wilde zwijnen, moeflons en kleinvee.  
Kasteel Úsov behoort samen met de nabijgelegen kastelen Mírov en Bouzov tot de drie grote kastelen van Noord-Moravië. Úsov en Bouzov zijn te bezichtigen; Mírov is momenteel een staatsgevangenis. 